# スリマ・ストラヴィンスキー
スヴャトスラフ・スリマ・ストラヴィンスキー（Sviatoslav Soulima Stravinsky, 1910年9月23日 - 1994年11月28日）は、スイス生まれのロシア系の作曲家・ピアニスト・音楽教師。

## 経歴
スリマは作曲家イーゴリ・ストラヴィンスキーの次男で、父が「火の鳥」を発表した1910年にローザンヌで生まれた。「スリマ」という名はストラヴィンスキー家の本来の姓である「スリマ＝ストラヴィンスキ」に由来する。
イシドール・フィリップにピアノを、ナディア・ブーランジェに作曲を師事した。1934年にパリでデビューし、父の作品を共に演奏・録音した。1939年に父はアメリカに亡命したが、スリマはフランス陸軍に籍を置き、1946年にフランソワーズ・ボンと結婚した。
1948年になって父の招きに応じて渡米して以降アメリカで活動したが、スリマを含むイーゴリの子供たちはイーゴリの後妻であるヴェラと仲が悪く、その後は父と対立するようになった。
1950年から1978年までアーバナのイリノイ大学でピアノを教えた。
1971年に父が没すると兄妹と姉の娘らと共に、ヴェラとの間で8年間にわたって遺産を争った。
スリマ・ストラヴィンスキーの作品は父が没した後になってようやく出版された。大部分はピアノ曲で、演奏会用の曲のほかに教育用作品がある。創造的芸術家としては父親の名声の影に隠れてしまっている。
ほかに、管弦楽法やオーケストラに関する著作がある。演奏家として、父親のピアノ曲を録音にのこした。
1994年にフロリダ州サラソータで死去した。84歳だった。

## 家族
- 父：イーゴリ・フョードロヴィチ・ストラヴィンスキー　－作曲家。
- 祖父：フョードル・ストラヴィンスキー　－声楽家、俳優。